# Waidhofen an der Ybbs
Pour les articles homonymes, voir Waidhofen.
Waidhofen an der Ybbs est une commune autrichienne et un chef-lieu de district de Basse-Autriche.

## Géographie
Waidhofen an der Ybbs se trouve au cœur du massif de l'Eisenwurzen, une composante des Alpes dolomitiques, dans le Mostviertel, au sud-ouest de la Basse-Autriche. La ville est encaissée au milieu des Préalpes orientales, à 362 m d'altitude (église). Les gorges de l'Ybbs partagent la ville en deux quartiers. Le point culminant de la commune est le Wetterkogel (à la limite de la commune d'Opponitz) avec 1 115 m d'altitude. Les sommets du Waidhofen sont le Buchenberg (790 m) et le Schnabelberg (958 m). La commune recouvre également les villages de Windhag (711 m), Konradsheim (651 m), St. Leonhard am Walde (714 m) et St. Georgen in der Klaus (665 m). La couverture forestière est de 43,76 %.

## Personnalités
- Günther Groissböck (1976-), chanteur d'opéra.
- Babsie Steger (1968-), comédienne.